# Final (Franck)
Le Final, opus 21, a été écrit pour orgue par César Franck en 1864.
Franck (1822-1890) devient l'organiste de l'église Sainte-Clotilde dès l'inauguration de l'instrument en 1859, construit par Aristide Cavaillé-Coll. Il publie en 1868 un recueil de 6 morceaux, écrits probablement plus tôt, entre 1858 et 1864, et dont l'opus 21 est la dernière pièce. 
L'œuvre est numérotée 33 dans le catalogue FWV (Franck Werke Verzeichnis) édité par Wilhem Mohr en 1969 et a été dédiée à Louis James Alfred Lefébure-Wély, autre célèbre organiste de son temps.
Son style, brillant et joyeux, contraste avec ses autres œuvres, plus recueillies. 
Pour Albert Mahaut, l'œuvre « n'exprime [...] qu'un même sentiment d'assurance tranquille et triomphante ». 
L'exécution de l'œuvre demande environ 10 minutes.